# Mit den Waffen einer Frau (1958)
Mit den Waffen einer Frau (Originaltitel: En cas de malheur) ist ein Filmdrama von Claude Autant-Lara aus dem Jahr 1958 mit den Hauptdarstellern Jean Gabin und Brigitte Bardot. In weiteren tragenden Rollen sind Edwige Feuillère und Franco Interlenghi zu sehen. Der Film basiert auf dem gleichnamigen Roman des Schriftstellers Georges Simenon.

## Handlung
Die junge attraktive Yvette Maudet schlägt sich mehr schlecht als recht durchs Leben. Immer wieder gerät sie auf Abwege, wozu auch die oft folgenschweren Verstrickungen mit Männern beitragen, die ihrer Schönheit reihenweise erliegen. Gemeinsam mit ihrer Freundin Noémie begeht Yvette einen dilettantischen Raubüberfall auf einen Uhrmacher, der jedoch aus dem Ruder läuft, als die Frau des alten Mannes dazukommt. Yvette wird gefasst und wendet sich hilfesuchend an den renommierten Rechtsanwalt André Gobillot. Sie signalisiert ihm, dass sie zwar keinen Pfennig in der Tasche habe, ihn aber in „Naturalien“ bezahlen könne. Der Jurist kann diesem Angebot nicht widerstehen und erreicht vor Gericht einen Freispruch für Yvette. Eine leidenschaftliche Affäre nimmt ihren Lauf.
Anfangs sieht Gobillots Ehefrau Viviane großzügig über die Liebschaft ihres Mannes hinweg, da sie zu wissen glaubt, wie diese Liaison enden wird. Schnell kristallisiert sich jedoch heraus, dass diese Beziehung nicht nur seine Ehe gefährdet, sondern sich nach und nach auch auf sein berufliches Umfeld auswirkt. André Gobillot scheint aufgrund seiner Lebenserfahrung über den Dingen zu stehen, da er sich in Bezug auf Yvette nichts vormacht; andererseits gelingt es ihm jedoch nicht, die Affäre mit der verführerischen jungen Frau zu beenden.
Yvette ist auch mit dem Medizinstudenten Mazetti liiert, der ihr bedingungslos verfallen ist. Der junge Mann reagiert zunehmend eifersüchtig auf seinen Nebenbuhler. Als Yvette ein Kind von Gobillot erwartet, will sie sich für eine gesicherte Zukunft an seiner Seite entscheiden. Einer Laune folgend sucht sie Mazetti auf, um noch ein letztes Mal mit ihm zu schlafen. Als sie gehen will, wird sie von dem vor Eifersucht rasenden jungen Studenten erstochen.

## Kritik
Auf der Seite der Internet Movie Database wird Mit den Waffen einer Frau bei 1.427 Nutzern die gewichtete Durchschnittsnote 6,7 von 10 ermittelt.

„Ein älterer Pariser Strafverteidiger übernimmt den Fall eines blonden Flittchens, das gerade einen dilettantischen Raubüberfall verübt hat. Er verfällt der Frau ebenso wie ein Student", was tragisch endet. "Düster getönte Filmunterhaltung, meisterlich in der Kameraführung.“

Das Filmmagazin Cinema sprach von einer selten gezeigten, von der Kirche einst angefeindeten Perle nach einem Georges-Simenon-Roman. Sexsymbol Bardot, damals auf dem Höhepunkt ihrer Karriere, ziehe alle Register und müsse sich neben Schauspiel-Ikone Jean Gabin nicht verstecken. Das Fazit lautete: „Feinstes, freizügiges französisches Kino“.

## Synchronisation
In der deutschen Sprachversion sprechen u. a. Margot Leonard (Brigitte Bardot) und Wolf Martini (Jean Gabin).

## Hintergrund
Die Kleidung von Brigitte Bardot und Edwige Feuillère fertigten Pierre Balmain und Louis Féraud.